# Nordenglisch
Nordenglisch (engl. Northern English) ist eine Dialektgruppe der englischen Sprache. Sie schließt die Dialekte aus Nordwestengland ein, die in manchen Teilen dem Schottischen entspricht. Unter den anderen Dialekten sind Kumbrisch, die verschiedenen Yorkshire-Dialekte, Lanky (der Dialekt in Lancashire) und Scouse (Liverpool). Nordenglisch zeigt Einflüsse von den Wikingern, denn dieser Bereich war überall nördlich des Danelaw. Norwegisch hat mehr Einflüsse auf die meisten nordenglischen Dialekte als Dänisch, jedoch wurde East Riding of Yorkshire mehr von Dänisch beeinflusst. Es gibt auch irische Einflüsse auf Dialekte in Liverpool, Birkenhead und dem Ballungsraum Middlesbrough/Stockton/Billingham. Nordenglisch ist eine der großen Familien von Dialekten des britischen Englisch; andere Familien sind z. B. Ostenglisch, Midlands Englisch und Südenglisch.

## Abwandlungen
Nordenglisch beinhaltet:
- Kumbrisch
- Geordie (gesprochen in Newcastle upon Tyne/Gegend um Tyneside)
- Lanky
- Mackem (gesprochen in Sunderland, Tyne and Wear/Wearside)
- Pitmatic (zwei Varianten, eine gesprochen in den Bergbaugemeinden von County Durham und der andere in Northumberland)
- Scouse (gesprochen in Liverpool mit Variationen bis Nordwales)
- Teesside (gesprochen in Middlesbrough und dem Rest von Teesside)
- die verschiedenen Yorkshire-Dialekte (gesprochen in Yorkshire)
- Mancunian (gesprochen in Manchester, Greater Manchester, Teilen von Lancashire und Ostcheshire).

In manchen Gebieten ist auffällig, dass die Dialekte und Ausdrücke auch innerhalb der Regionen sehr variieren können. Zum Beispiel hat der Lancashire-Dialekt sehr viele Unterdialekte und Variationen, die von Stadt zu Stadt festgestellt werden können. Sogar innerhalb von 8 km können Änderungen im Dialekt festgestellt werden. Der Yorkshire-Dialect-Verein hat immer den West Riding von den North und den East Ridings abgetrennt.

## Gemeinsamkeiten der meisten nordenglischen Dialekte
Es gibt immer gleiche Dialektanzeichen, die in den meisten nordenglischen Dialekten gleich sind. (There are several accent features which are common to most of the accents of northern England (Wells 1982, Kapitel 4.4)).
- Der foot-strut split fehlt im Nordenglischen, sodass cut (schneiden) und put (nehmen) sich reimen und beide mit /ʊ/ gesprochen werden. Das hat dazu geführt, dass Nordenglisch mit "Oop North" /ʊp nɔːθ/ umschrieben wird. Manche Wörter mit /ʊ/ in Received Pronunciation (RP) können /uː/ haben – book (Buch) wird in nördlichen Dialekten oft /buːk/ gesprochen, wobei einige stärkere Dialekte auch look (schauen) als /luːk/ aussprechen.
- Der trap-bath split ist nicht vorhanden, so dass /ɑː/ in bath, half, last, can't denselben Vokalwert wie /æ/ in cat, back, can hat. Daher wird cast (Besetzung) [kast] und nicht [kɑːst] wie in den südlicheren Dialekten ausgesprochen.
- Für viele Sprecher werden die restlichen RP-/ɑː/ als /aː/ ausgesprochen: zum Beispiel in den Wörtern palm (Palme), cart (Wagen), start (Beginn), tomato (Tomate).
- Der Vokal in dress (Kleid), test (Prüfung), pet (Haustier) etc. ist ein wenig offener, transkribiert von Wells zu /ɛ/ mehr als /e/.
- In den meisten Gebieten wird der Buchstabe y am Ende von Wörtern wie in happy (glücklich) oder city (Stadt) [ɪ] gesprochen, wie das i in bit (Stück), und nicht [i]. Dies wurde im RP bis in die 1990er berücksichtigt. Das längere [i] gibt es im äußersten Norden und im Merseyside-Gebiet.
- Die Phoneme /eɪ/ der Received Pronunciation (wie in face (Gesicht)) und /əʊ/ (wie in goat (Ziege)) werden oft als Monophthonge (wie [eː] und [oː]). In jedem Fall variiert die Qualität dieser Vokale erheblich in der Region, und dies wird als ein größerer Indikator für die soziale Klasse eines Sprechers erachtet als die oben aufgelisteten stigmatisierten Aspekte.

## Weiterführende Literatur
- Katie Wales: Northern English: A Social and Cultural History. Cambridge University Press, 2006, ISBN 0-521-86107-1.